# Goniostemma
Goniostemma es un género perteneciente a la familia de las apocináceas con dos especies de plantas fanerógamas . Es originario de Asia. Se encuentra en los bosques de  China e India.

## Descripción
Son enredaderas con las hojas de 6-9 cm de largo y 2.5-4 cm de ancho, herbáceas o coriáceas, elípticas a oblongas, basalmente redondeadas, el ápice agudo, abaxialmente glabras.
Las inflorescencias son axilares, normalmente dos por nodo, con muchas flores,  pubescentes con tricomas de color rojizo.

## Especies
- Goniostemma acuminata Wight
- Goniostemma punctatum Tsiang & P.T.Li